# رائول زوریتا
رائول زوریتا کانِسا (اسپانیایی: Raúl Zurita Canessa‎؛ ۱۹۵۰) شاعر، و نویسنده اهل شیلی است.
از فیلم‌ها یا برنامه‌های تلویزیونی که وی در آن نقش داشته‌است می‌توان به دکمه صدفی اشاره کرد.
وی همچنین برندهٔ جوایزی همچون جایزه پابلو نرودا (۱۹۸۴ میلادی)، جایزه ملی ادبیات شیلی (۲۰۰۰ میلادی)، و کمک‌هزینه گوگنهایم شده‌است.
رائول زوریتا در سال ۱۹۵۰ میلادی در سانتیاگو، شیلی متولد شد و دوران کودکی و مدرسه را در همان‌جا سپری کرد. در سال ۱۹۶۷ میلادی تحصیلات خود را در زمینه مهندسی عمران در دانشگاه فنی فدریکو سانتا ماریا در والپارایسو و همچنین ریاضیات دانشکده فنی مهندسی سانتیاگو آغاز کرد.
در کودتای شیلی، ۱۱ سپتامبر ۱۹۷۳، و در ۲۲ سالگی به جرم دانشجو بودن در یک دانشگاه چپ‌گرا، همراه با ۸۰۰ نفر دیگر، دستگیر و به مدت شش هفته زندانی شد. هنگام آزادی از زندان، زندانبان دفترچهٔ شعر او را به دریا انداخت. براثر این رخداد او تا یک سال و نیم نتوانسته بود دست به قلم ببرد. گفته می‌شود یکبار قصد داشته در چشمان خود اسید بریزد که دیگر شاهد شکنجه‌ها و رنج‌های آدمهای دور و برش نباشد. او از سال ۲۰۰۲ میلادی مبتلا به بیماریِ پارکینسون است.